# U-161 (tàu ngầm Đức) (1941)
U-161 là một tàu ngầm tấn công  Lớp Type IX thuộc phân lớp Type IXC được Hải quân Đức Quốc Xã chế tạo trong Chiến tranh Thế giới thứ hai. Nhập biên chế năm 1941, nó đã thực hiện được sáu chuyến tuần tra, đánh chìm 12 tàu buôn và một tàu chiến với tổng tải trọng 60.107 GRT và 1.130 tấn, gây tổn thất toàn bộ cho một tàu buôn 3.305 GRT, đồng thời gây hư hại cho năm tàu buôn và một tàu chiến với tổng tải trọng 35.672 GRT và 5.450 tấn. Trong chuyến tuần tra cuối cùng, U-161 bị một thủy phi cơ PBM Mariner của Hải quân Hoa Kỳ thả mìn sâu đánh chìm trong Nam Đại Tây Dương ngoài khơi Salvador, Bahia vào ngày 27 tháng 9, 1943.

## Thiết kế và chế tạo

### Thiết kế
Thiết kế của tàu ngầm Type IXC có kích thước hơi nhỉnh hơn so với phân lớp Type IXB dẫn trước. Chúng có trọng lượng choán nước 1.120 t (1.100 tấn Anh) khi nổi và 1.232 t (1.213 tấn Anh) khi lặn. Con tàu có chiều dài chung 76,76 m (251 ft 10 in), lớp vỏ trong chịu áp lực dài 58,75 m (192 ft 9 in), mạn tàu rộng 6,76 m (22 ft 2 in), chiều cao 9,60 m (31 ft 6 in) và mớn nước 4,70 m (15 ft 5 in).
Chúng trang bị hai động cơ diesel MAN M 9 V 40/46 siêu tăng áp 9-xy lanh 4 thì, tổng công suất 4.400 PS (3.200 kW; 4.300 bhp), dẫn động hai trục chân vịt đường kính 1,92 m (6,3 ft), cho phép đạt tốc độ tối đa 18,3 kn (33,9 km/h), và tầm hoạt động tối đa 13.450 nmi (24.910 km) khi đi tốc độ đường trường 10 kn (19 km/h). Khi đi ngầm dưới nước, chúng sử dụng hai động cơ/máy phát điện Siemens-Schuckert 2 GU 345/34 tổng công suất 1.000 PS (740 kW; 990 shp). Tốc độ tối đa khi lặn là 7,3 kn (13,5 km/h), và tầm hoạt động 63 nmi (117 km) ở tốc độ 4 kn (7,4 km/h). Con tàu có khả năng lặn sâu đến 230 m (750 ft).
Vũ khí trang bị có sáu ống phóng ngư lôi 53,3 cm (21 in), bao gồm bốn ống trước mũi và hai ống phía đuôi, và mang theo tổng cộng 22 quả ngư lôi 53,3 cm (21 in). Tàu ngầm Type IX trang bị một hải pháo 10,5 cm (4,1 in) SK C/32 với 110 quả đạn, một pháo phòng không 3,7 cm (1,5 in) SK C/30 và hai pháo phòng không 2 cm (0,79 in) C/30. Thủy thủ đoàn bao gồm 4 sĩ quan và 44 thủy thủ.

### Chế tạo
U-161 được đặt hàng vào ngày 25 tháng 9, 1939, và được đặt lườn tại xưởng tàu Seebeck của hãng DeSchiMAG ở Bremerhaven vào ngày 23 tháng 3, 1940. Nó được hạ thủy vào ngày 1 tháng 3, 1941, và nhập biên chế cùng Hải quân Đức Quốc Xã vào ngày 8 tháng 7, 1941 dưới quyền chỉ huy của Hạm trưởng, Đại úy Hải quân Hans-Ludwig Witt.

## Lịch sử hoạt động

### 1942
Sau khi hoàn tất việc chạy thử máy và huấn luyện trong thành phần Chi hạm đội U-boat 4, U-161 được điều sang Chi hạm đội U-boat 10 từ ngày 1 tháng 1, 1942 để hoạt động trên tuyến đầu cho đến khi bị mất.

#### Chuyến tuần tra thứ nhất
U-161 xuất phát từ cảng Kiel, Đức đây vào ngày 3 tháng 1, 1942 cho chuyến tuần tra đầu tiên trong chiến tranh. Nó tiến ra Bắc Hải, rồi băng qua khe GI-UK giữa các quần đảo Shetland và Faroe để vòng qua quần đảo Anh, và hoạt động trong vùng biển Bắc Đại Tây Dương về phía Tây Ireland (Khu vực Tiếp cận phía Tây). Chiếc U-boat không đánh chìm được mục tiêu nào, nên đã kết thúc chuyến tuần tra tại cảng Lorient bên bờ Đại Tây Dương của Pháp đã bị Đức chiếm đóng vào ngày 3 tháng 5.

### 1942

#### Chuyến tuần tra thứ sáu – Bị mất

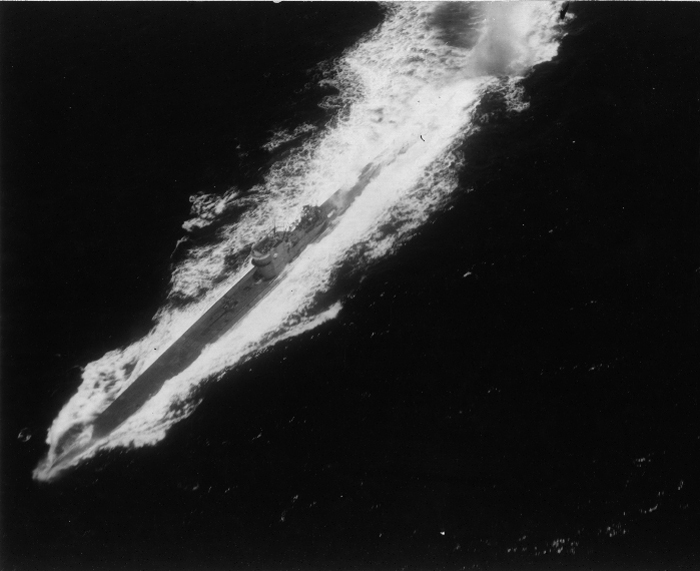
U-161 đang bị một thủy phi cơ Martin PBM Mariner tấn công vào ngày 27 tháng 9, 1943.

U-161 khởi hành từ cảng Lorient vào ngày 8 tháng 8 cho chuyến tuần tra thứ sáu, cũng là chuyến cuối cùng, và đã hướng xuống khu vực Nam Đại Tây Dương cho một nhiệm vụ đặc biệt.
Nó đã gặp gỡ tàu ngầm Nhật Bản I-8, vốn đang làm nhiệm vụ Yanagi, tại vị trí về phía Nam quần đảo Azores vào ngày 20 tháng 8. Một trung úy và hai hạ sĩ quan Đức đã chuyển sang I-8 để lắp đặt một ăn-ten dò radar, có thể là FuMB 1 Metox 600A hoặc FuMB 9 Wanze, trên cầu tàu, khiến I-8 trở thành tàu ngầm Nhật Bản đầu tiên có loại thiết bị này. Ba thành viên Đức tiếp tục ở lại trên I-8 khi hai con tàu chia tay, nhằm dẫn đường cho I-8 đi vào cảng Brest Pháp, đến nơi vào ngày 31 tháng 8. 
U-161 tiếp tục chuyến tuần tra khi hoạt động dọc bờ biển phía Đông của Brazil. Tại đây vào ngày 20 tháng 9, nó phóng ngư lôi đánh chìm chiếc tàu buôn Anh St. Usk 5.472 GRT ở vị trí khoảng 240 nmi (440 km) về phía Bắc Martim Vaz. Đến ngày 26 tháng 9, chiếc tàu ngầm tiếp tục đánh chìm chiếc tàu buôn Brazil Itapagé 4.998 GRT ở vị trí khoảng 20 nmi (37 km) về phía Nam Maceió, Alagoas.
Sang ngày hôm sau 27 tháng 9, ở vị trí ngoài khơi Salvador, Bahia, U-161 bị một thủy phi cơ PBM Mariner thuộc Liên đội VP-74 Hải quân Hoa Kỳ thả mìn sâu đánh chìm trong Nam Đại Tây Dương, tại tọa độ 12°30′N 35°35′T / 12,5°N 35,583°T. Ngoại trừ ba thành viên của U-161 đã chuyển sang I-8 trước đó, toàn bộ 53 người còn lại trên tàu đều đã tử trận.

### Tóm tắt chiến công
U-161 đã đánh chìm được 12 tàu buôn và một tàu chiến với tổng tải trọng 60.107 GRT và 1.130 tấn, gây tổn thất toàn bộ cho một tàu buôn 3.305 GRT, đồng thời gây hư hại cho năm tàu buôn và một tàu chiến với tổng tải trọng 35.672 GRT và 5.450 tấn:
| Ngày              | Tên tàu          | Quốc tịch              | Tải trọng | Số phận          |
| ----------------- | ---------------- | ---------------------- | --------- | ---------------- |
| 19 tháng 2, 1942  | British Consul   | United Kingdom         | 6.940     | Bị hư hại        |
| 19 tháng 2, 1942  | Mokihana         | United States          | 7.460     | Bị hư hại        |
| 21 tháng 2, 1942  | Circe Shell      | United Kingdom         | 8.207     | Bị đánh chìm     |
| 23 tháng 2, 1942  | Lihue            | United States          | 7.001     | Bị đánh chìm     |
| 7 tháng 3, 1942   | Uniwaleco        | South Africa           | 9.755     | Bị đánh chìm     |
| 10 tháng 3, 1942  | RMS Lady Nelson  | Canada                 | 7.970     | Bị hư hại        |
| 10 tháng 3, 1942  | Umtata           | United Kingdom         | 8.141     | Bị hư hại        |
| 14 tháng 3, 1942  | Sarniadoc        | Canada                 | 1.940     | Bị đánh chìm     |
| 15 tháng 3, 1942  | USCGC Acacia     | Tuần duyên Hoa Kỳ      | 1.130     | Bị đánh chìm     |
| 16 tháng 6, 1942  | Nueva Altagracia | Dominican Republic     | 30        | Bị đánh chìm     |
| 3 tháng 7, 1942   | San Pablo        | Panama                 | 3.305     | Tổn thất toàn bộ |
| 16 tháng 7, 1942  | Fairport         | United States          | 6.165     | Bị đánh chìm     |
| 23 tháng 10, 1942 | HMS Phoebe       | Hải quân Hoàng gia Anh | 5.450     | Bị hư hại        |
| 8 tháng 11, 1942  | Benalder         | United Kingdom         | 5.161     | Bị hư hại        |
| 8 tháng 11, 1942  | West Humhaw      | United States          | 5.527     | Bị đánh chìm     |
| 29 tháng 11, 1942 | Tjileboet        | Netherlands            | 5.760     | Bị đánh chìm     |
| 12 tháng 12, 1942 | Ripley           | United Kingdom         | 4.997     | Bị đánh chìm     |
| 19 tháng 5, 1943  | Angelus]]        | Canada                 | 255       | Bị đánh chìm     |
| 20 tháng 9, 1943  | St. Usk          | United Kingdom         | 5.472     | Bị đánh chìm     |
| 26 tháng 9, 1943  | Itapagé          | Brazil                 | 4.998     | Bị đánh chìm     |